# Tic
Ein Tic (französisch tic ‚[nervöses] Zucken‘) oder Tick ist ein Krankheitssymptom. Es beschreibt eine kurze und unwillkürliche, regelmäßig oder unregelmäßig wiederkehrende und teilweise komplexe motorische Kontraktion einzelner Muskeln oder Muskelgruppen. Sie werden zu den extrapyramidalen Hyperkinesien gerechnet. Im sozialen Kontakt auffällig werden Tics meist erst, wenn sie sich als heftige körperliche Bewegungen oder Lautäußerungen zeigen. Tics kommen im Rahmen verschiedener neurologischer und neuropsychiatrischer Erkrankungen vor – sie sind jedoch vor allem als Leitsymptom des Tourette-Syndroms bekannt.

## Einteilung
Man unterscheidet die primäre, idiopathische Ticstörung (wie z. B. das Tourette-Syndrom) von der sekundären Ticstörung (z. B. Tics als eines der Symptome einer sonstigen Grunderkrankung). Je nach Ausprägungs- und Schweregrad werden vier Subgruppen von Tics, die besonders im Kopf- und Schulterbereich auftreten, unterschieden:
- Einfache motorische Tics, z. B. Stirnrunzeln, Augenblinzeln, ruckartiges Kopfbewegen, Hochziehen der Augenbrauen, Schulterzucken, Grimassieren
- Einfache vokale Tics, z. B. Räuspern, mit der Zunge schnalzen, Hüsteln, Schmatzen, Grunzen, Schniefen
- Komplexe motorische Tics, z. B. Springen, Berühren anderer Leute oder Gegenstände, Körperverdrehungen, Kopropraxie (Ausführung obszöner Gesten), selbstverletzendes Verhalten
- Komplexe vokale Tics, z. B. das Herausschleudern von zusammenhanglosen Wörtern und kurzen Sätzen, Koprolalie (das Ausstoßen obszöner Worte), Echolalie (Wiederholung von gehörten Lauten und Wortfetzen), Palilalie (Wiederholung von gerade selbst gesprochenen Worten)

Vokale Tics unterscheiden sich von motorischen Tics dadurch, dass dabei Muskelgruppen beteiligt sind, die zur Vokalisation beitragen (z. B. Zwerchfell, Zunge, Rachenmuskeln usw.). Während einfache motorische und vokale Tics meistens schnell ablaufen und unbeabsichtigt wirken, können komplexe Tics durch ihren teils langsameren, strukturierteren Ablauf oft willkürlich erscheinen. Man kann zwar einen Tic über einen kurzen Zeitraum hinweg unterdrücken, ihn sich aber nicht abgewöhnen. Der Tic-Patient kann sowohl den Zeitpunkt des Auftretens als auch den des Verschwindens eines Tics nicht kontrollieren.

## Diagnose nach ICD-10
Im ICD-10 werden Ticstörungen unter den Verhaltens- und emotionalen Störungen mit Beginn in der Kindheit oder Jugend (F9) klassifiziert. D. h., für die Diagnose einer Ticstörung muss der Beginn vor dem 18. Lebensjahr liegen. Es werden drei Hauptformen von Tic-Störungen unterschieden:
- Vorübergehende Ticstörung (F95.0): Einzelne oder multiple motorische oder sprachliche Tics treten viele Male am Tag auf, an den meisten Tagen; dies über einen Zeitraum von mindestens vier Wochen und höchstens zwölf Monaten.
- Chronische motorische oder vokale Tics (F95.1): Motorische oder vokale Tics (aber nicht beides) treten viele Male am Tag auf, an den meisten Tagen; dies über einen Zeitraum von mindestens zwölf Monaten. Im gegebenen Jahr gibt es keine Remission die länger als zwei Monate andauert.
- Kombinierte vokale und multiple motorische Tics (Tourette-Syndrom; F95.2): Während der Störung bestehen eine Zeit lang multiple motorische Tics und ein oder mehrere vokale Tics, aber nicht notwendigerweise gleichzeitig. Die Tics treten viele Male am Tag auf, fast jeden Tag; dies länger als ein Jahr. Im gegebenen Jahr gibt es keine Remission die länger als zwei Monate andauert.

### Differentialdiagnose
Diagnostisch sind die auftretenden Tics abzugrenzen gegen:
- Neurologisch bedingte Bewegungsstörungen (Dyskinesien), die in Verbindung mit medizinischen Grunderkrankungen (z. B. Chorea Huntington, PANS/PANDAS, postvirale Enzephalitis, Hirnverletzungen) oder infolge von Medikamenteinnahme (z. B. Neuroleptika, Stimulanzien) auftreten;
- Stereotype Bewegungen (z. B. wiegende Körperbewegungen, Gegenstände in den Mund nehmen, sich selbst beißen), die bei einer stereotypen Bewegungsstörung[3] oder einer tiefgreifenden Entwicklungsstörung beobachtet werden
- Zwangshandlungen, die typischerweise komplexer sind, meist als Reaktionen auf Zwangsgedanken auftreten und nach strikten Regeln ablaufen.[4][5]

## Epidemiologie, Verbreitung und Altersrelevanz
Tics treten v. a. im Kindesalter auf (bei ca. 4–12 % aller Kinder). Häufig sind sie in diesem Alter jedoch vorübergehender Natur, d. h., sie verschwinden innerhalb von sechs Monaten wieder. Tics treten bei Jungen ca. dreimal so häufig auf wie bei Mädchen. Die familiäre Häufung von Tics ist nachgewiesen.
Bei leichteren Verlaufsformen hören die Tics in der Regel zu Beginn des Erwachsenenalters auf. Bei schwereren Verlaufsformen bleiben die Symptome auch im Erwachsenenalter bestehen, oft jedoch in abgeschwächter Form. Die schwerste und deshalb eindrücklichste Verlaufsform wird auch nach dem Erstbeschreiber, dem französischen Neurologen Georges Gilles de la Tourette als sogenanntes Tourette-Syndrom bezeichnet.
Patienten mit chronischen multiplen Tics oder mit Tourette-Störung weisen etwa in der Hälfte der Fälle zusätzlich eine hyperkinetische Störung (ADHS) auf. Bei Patienten mit Tourette-Syndrom werden häufig auch Zwangssymptome oder selbstverletzende Verhaltensweisen beobachtet. Fast immer entwickeln sich komplexe Tics nach einfachen Tics. Auch im Rahmen einer Zwangsstörung können begleitend Tic-Symptome auftreten, ohne dass dabei das Vollbild eines Tourette-Syndroms erreicht werden muss.

## Ursachen
Die genaue Ursache der Entstehung der häufigsten, primären Ticstörung ist bis heute nicht bekannt, eine genetische Grundlage gilt jedoch als sicher. In einer breit angelegten, paneuropäischen Studienreihe (EMTICS) wurde erforscht, welche genaue Rolle die Genetik im Rahmen von Ticstörungen hat und welche weiteren Einflussfaktoren (z. B. Infektionen und autoimmune Faktoren) von Bedeutung sind. Es wird eine hereditäre Störung in den Basalganglien angenommen. Seltener sind organische Tics als Folge einer generellen Hirnschädigung (z. B. Enzephalitis) oder einer Läsion der Basalganglien (des striato-pallidären Systems). Zunehmend wird die striatofrontale Dysfunktion für die Entstehung von Tics verantwortlich gemacht, was erklären würde, dass die Tic-Störung eine häufige Komorbidität von ADHS darstellt.

## Sonderform
Als Sonderformen mit anderer Ursache gilt der Tic douloureux (franz. der schmerzhafte Tic): ein kurzer, heftiger und sich oft wiederholender Schmerzanfall mit Gesichtszuckungen („Gesichtskrampf“) bei Trigeminusneuralgie.

## Therapie
Neben einer umfassenden Aufklärung und Beratung der Bezugspersonen (bei betroffenen Kindern v. a. Eltern und Lehrpersonal) können bei milden Verläufen durch Psychoedukation und verhaltenstherapeutisches Habit-Reversal-Training mäßige Behandlungserfolge erzielt werden. Je nach Schweregrad der Tic-Störung stehen verschiedene Therapieansätze zur Verfügung. Tiefenpsychologische Psychotherapie ebenso wie Psychoanalyse gelten als ungeeignet in der Therapie von Tics, da die Ursache von Tics organisch und nicht psychogen ist. Andere verhaltenstherapeutische Ansätze als das Habit-Reversal-Training werden hinsichtlich ihres Effektes kontrovers diskutiert. Obwohl es sich um eine neurobiologische (medizinische) Erkrankung handelt, kann eine Verbesserung der Selbstwahrnehmungsfähigkeit des Patienten in Bezug auf die Tics (z. B. durch Protokolle und genaue Beschreibung) in manchen Fällen eine Linderung der Symptomatik erbringen. Zudem wird mit Entspannungsverfahren (z. B. Progressive Muskelentspannung) und positiver Verstärkung (z. B. Token-System) gearbeitet.
In schweren, komplexen und chronischen Fällen und im Falle von schweren Komorbiditäten ist eine pharmakologische Behandlung ebenso notwendig wie häufig im Falle vokaler Tics, beim Auftreten weiterer Begleiterkrankungen und beim Vollbild des Gilles-de-la-Tourette-Syndroms. Mittel der Wahl sind Neuroleptika (z. B. Tiaprid, Pimozid, Haloperidol) sowie bei entsprechender Begleitsymptomatik Antidepressiva (v. a. selektive Serotonin-Wiederaufnahmehemmer). Psychoedukation und sozialpsychiatrische Begleitung kann eine medikamentöse Therapie bei Bedarf unterstützen. Auch eine Behandlung mit Cannabis kann mildernden Einfluss auf die Beschwerden haben. Hierfür bedarf es einer Verordnung im Rahmen des Betäubungsmittelsgesetzes.